# شکوفه خاطرات
شکوفه خاطرات نام یک آلبوم موسیقی با صدای محمد نوری و  تنظیم شهرام گلپریان است که در سبک پاپ تهیه شده و دارای ۸ آهنگ است. 

## فهرست آهنگ‌ها
| ردیف | ترانه‌        | ترانه‌سرا                                      | آهنگساز       |
| ۱    | گل مریم      | محلی، محمد نوری                               | کامبیز مژدهی  |
| ۲    | گلچهره       | منوچهر میکده                                  | ناصر حسینی    |
| ۳    | مرغک زیبا    | منوچهر میکده                                  | علی‌اکبر دلبری |
| ۴    | جمعه بازار   | جهانگیر سرتیپ‌پور (محلی)، منوچهر میکده (فارسی) |               |
| ۵    | جنگ و جنگ‌ساز | فریدون توللی                                  | محلی شیرازی   |
| ۶    | رود آواره    | رویایی                                        | ناصر حسینی    |
| ۷    | بزم خیال     | رویایی                                        | ناصر حسینی    |
| ۸    | آخرین درود   | رویایی                                        | ناصر حسینی    |